# Umpatampa
Albums de Dana International
Danna International EPtampa
Umpatampa est le second album studio de la chanteuse israélienne Dana International. Cet album s'est vendu à plus de 50 000 exemplaires en Israël et a été certifié disque de platine.

## Titres
1. Layla tov, Eropa 3:00 [Hébreu]
2. Petrance 3:49 [Hébreu]
3. Ani lo yekhola be-l'adekha 4:14 [Hébreu]
4. Yeshnan banot 2:33 [Hébreu]
5. Umpatampa 3:49 [Anglais]
6. Qu'est-ce que c'est 4:16 [Français]
7. Right now 4:37 [Anglais]
8. Mea achuz gever 3:21 [Hébreu]
9. Betula 3:10 [Hébreu]
10. Zomba 4:02 [Arabe]
11. Dror yikra 3:28 [Hébreu]
12. Nosa'at le-Petra 3:39 [Hébreu]
13. Ani lo yekhola be-l'adekha (power dance version) 3:31 [Hébreu]

## Singles
- Ani lo yekhola be-l’adekha - 1994
- Nosa'at le-Petra - 1994
- Yeshnan banot - 1994
- Betula - 1995
- Layla tov, Eropa - 1995